# Велизар Косановић
Велизар Веља Косановић (Београд, 11. јануар 1899 — Јајинци, код Београда, 17. октобар 1941) био је лекар и учесник Народноослободилачке борбе.

## Биографија
Рођен је 11. јануара 1899. године у Београду. Његово школовање у београдској Трећој мушкој гимназији прекинуо је Први светски рат. Заједно са Српском војском и народом прешао је у Албанију, а затим је евакуисан у Француску, где је завршио средњу школу и уписао студије медицине у Паризу.
Као активиста левичарске (комунистичке) омладине био крајем 1920. године један од организатора студентског штрајка на Париском универзитету поводом француске интервенције против Совјетске Русије. Тада је био ухапшен од стране париске полиције и био затворен извесно време у затвору „Санте“. Фебруара 1921. године је изгубио стипендију Српског посланика и био протеран из Француске. Студије је наставио у Риму, где је дипломирао медицину 1923. године.
После одслуженог војног рока 1924. године запослио се као лекар Окружног уреда за осигурање радника у Београду, а такође је радио и као лекар Савеза графичких радника Југославије. Специјализовао је плућне болести и медицину рада. Објавио је већи број стручних текстова и књигу „Структура и функције човечјег тела“ (1933). Поред рада у амбуланти био је теренски лекар, који је обилазио своје болеснике по радничким насељима Београда. Један је од оснивача издавачке куће „Нолит“ и један од покретача листа „Нин“, а објавио је и велики број чланака о проблемима социјалне медицине.
Својим јавним иступањима и написима у легалној штампи и часописима, које су писали комунисти посебно се истакао у годинама пре Другог светског рата. Као познатог левичара и комунисту Гестапо га је ухапсио 9. јула 1941. године. У Концентрационом логору на Бањици нашао се у првој групи заточеника. Стрељан је 17. октобра 1941. на стратишту у Јајинцима.
Указом Председништва АВНОЈ-а постхумно је 6. јула 1945. одликован Орденом заслуга за народ првог реда.
Једна улица у Београду, на Звездари, носи његово име.